# Schloss Hausen (Oberaula)

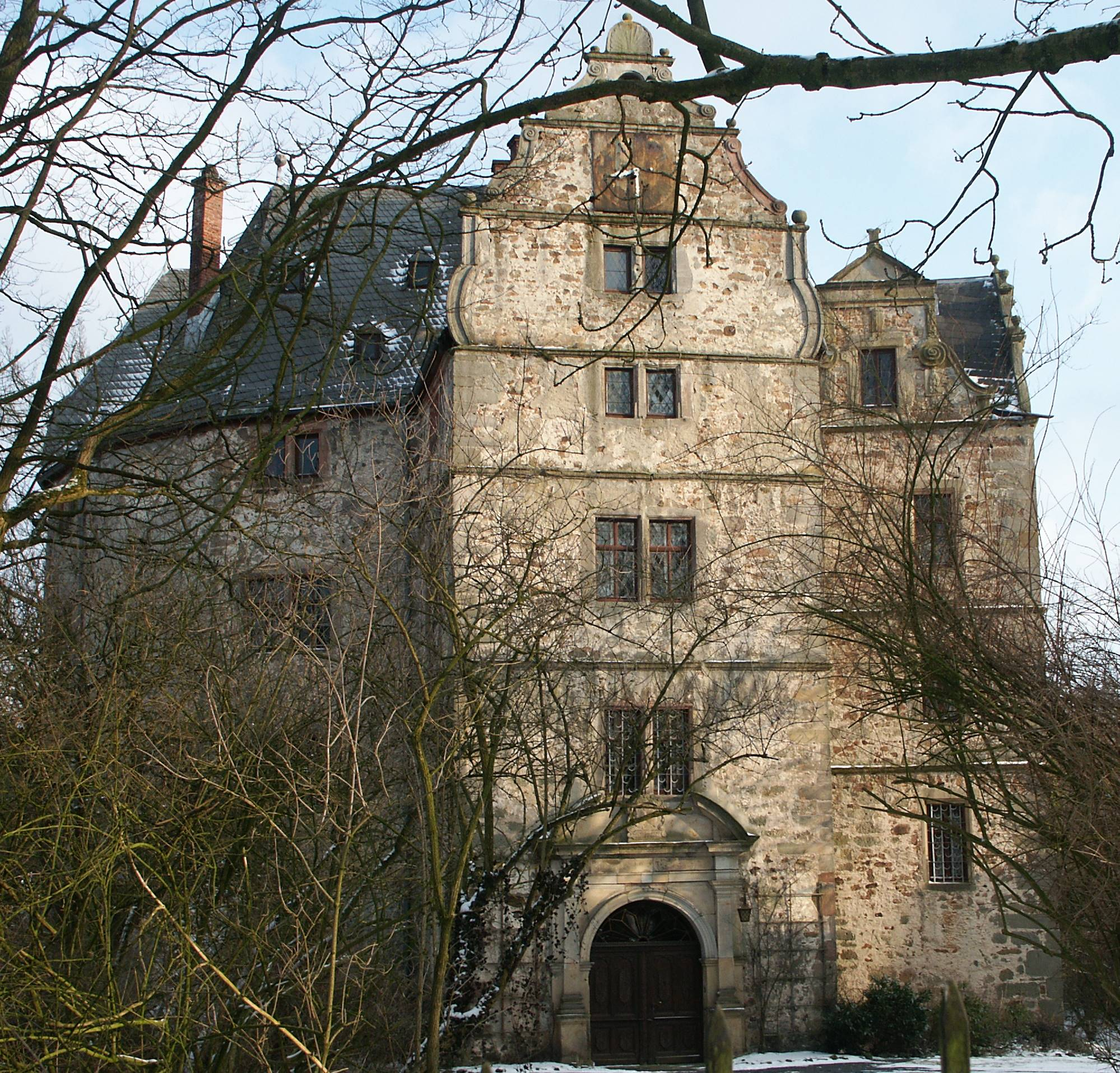
Renaissanceschloss Hausen, mit Nordportal

Schloss Hausen ist ein Schloss im Ortsteil Hausen der nordhessischen Gemeinde Oberaula im Schwalm-Eder-Kreis.

## Vorgeschichte
Das Dorf Hausen wurde im Jahre 1160 erstmals urkundlich erwähnt. Dort bestand zumindest seit dem 13. Jahrhundert eine Wasserburg der Abtei Fulda, auf deren Resten die Freiherren von Dörnberg im Jahre 1674 ihr Renaissanceschloss bauten.
Im Jahre 1311 wies Abt Heinrich IV. von Fulda dem Ritter Wernher von Lebenstein ein erbliches Lehngeld für die Burg Hausen an, um dem Einfluss der Grafen von Ziegenhain, die Domvögte von Fulda waren, in fuldischen Angelegenheiten besser entgegentreten zu können. Gleichzeitig erhielt das Dorf Hausen die „Stadtgerechtigkeit“. 1339 wurden die Herren von Vinken als Burgmänner in Hausen bestellt. Nach diesen wurde Werner von Falkenberg, von 1374 bis 1382 mainzischer Oberamtmann über alle Besitzungen des Erzstifts in Hessen, Thüringen, Westfalen, Sachsen und dem Eichsfeld, mit Burg und Amt Hausen belehnt. Im Jahre 1356 verwüstete Otto der Schütz, Sohn des hessischen Landgrafen Heinrich II., während einer Fehde des Landgrafen mit dem Fuldaer Abt Heinrich VII. von Kranlucken das Dorf.
Ab 1366 waren die Grafen von Ziegenhain Miteigentümer. Im Jahre 1400 verkaufte Abt Johann I. von Merlau den fuldischen Teil Hausens an das Erzbistum Mainz, das Werner von Schlitz gen. Görtz zum Amtmann bestellte. 1425 verpfändete Kurmainz die Burg an Werner von Schlitz, der seine Rechte später an die Herren Schengwalt verkaufte.
Nach dem Tode des letzten Grafen von Ziegenhain, Johann II., im Jahre 1450 ging die ziegenhainische Hälfte als fuldisches Lehen auf die Landgrafschaft Hessen über, die später auch die Landeshoheit über die mainzische Hälfte gewann. In den Jahren 1461–1463 gelangte die Burg in den Besitz derer von Dörnberg, die bis heute die Besitzer sind. Es war der oberhessische Hofmeister Hans von Dörnberg, zuvor Amtmann der Witwe des letzten Grafen von Ziegenhain, der das Schloss Hausen und den mainzischen Anteil des Gerichts Oberaula im Jahre 1461 von Erzbischof Adolf II. als Pfandschaft übernahm und es am 30. Oktober 1463 als Dauerlehen in Besitz nahm.
Zur Zeit der Reformation und der Bauernkriege 1524–1526 hatte die Wasserburg Hausen drei Zugbrücken: je eine nach Norden, Süden und Westen.
Um 1600 wurde die Burg zu einem Renaissanceschloss umgebaut, das im Dreißigjährigen Krieg 1642 von bayerischen Truppen erobert, zerstört und vollständig geplündert wurde. Die Schlossmauern zeigen noch heute die Spuren des Zerstörungswerkes. Auf den drei Meter dicken Grundmauern sieht man die Ansatzstellen des neuen Mauerwerkes, welches viel schwächer ist. Der Neuaufbau in der heutigen Form fand 1687 durch Johann Kaspar von Dörnberg seinen Abschluss.

## Bau des Renaissanceschlosses
Etwa ein Vierteljahrhundert nach Beendigung des Dreißigjährigen Krieges baute man das Schloss wieder auf. Dabei fügte man dem alten Wehrbau im Norden einen wohnlicheren Renaissancebau mit großen Fenstern an. Die drei Zugbrücken wurden erneuert. Die Jahreszahl 1687 über dem Portal des Haupteingangs bezeichnet den Abschluss der Wiederherstellungsarbeiten.
Im Zuge der Schlosserneuerung wurden auch die Wassergräben erneuert und im Vorhof ein steinerner Bau als Wohn-, Frucht-, Brau- und Backhaus errichtet.

## Verschiedenes
Bekannt ist das Schloss Hausen als Geburtsstätte Wilhelms von Dörnberg, der hier im Jahre 1768 geboren wurde.
Das Schloss Hausen diente nach dem Zweiten Weltkrieg zahlreichen Verwandten der Familie von Dörnberg als Zuflucht- und Wohnstätte. Im Augenblick wird das Schloss nur von der Familie von Dörnberg bewohnt.
Erwähnt sei auch der Schlossgarten. 30 m hohe Eschen, uralte Kastanienbäume, Fichten, Ulmen, Rotbuchen und Weiden legen einen dichten Blätterwall um das Schloss. Südlich des Schlosses ist im Schlosspark ein Springbrunnen angelegt, der die Jahreszahl 1748 zeigt.
Vom ehemaligen Wallgraben der Wasserburg zeugen heute nur noch ein Schlossweiher und ein Bachlauf.